# Pietro Riario
Pietro Riario OFM (ur. 21 kwietnia 1445 w Savonie, zm. 3 stycznia 1474 w Rzymie) – włoski kardynał.

## Życiorys
Był synem Paolo Riario i jego drugiej żony Bianci Della Rovere Monteleoni, siostry papieża Sykstusa IV. Jego kuzynem był Giuliano della Rovere. W młodości studiował m.in. w Pawii, Padwie czy Wenecji; uzyskał magisterium z teologii. Wkrótce po przyjęciu święceń kapłańskich był prowincjałem swojego zakonu w Ligurii.
Od 4 września 1471 do 1473 był biskupem Treviso, w latach 1472-1474 był biskupem Valence i Die, w latach 1473-1474 biskupem Mende i hrabią Gevaudan oraz arcybiskupem Splitu, Florencji i Sewilli. Od 16 grudnia 1471 do śmierci był kardynałem prezbiterem San Sisto. Od 23 listopada 1472 do śmierci pełnił rolę łacińskiego patriarchy Konstantynopola. Jego rozrzutny styl życia spowodował, że zmarł już w 1474. Możliwe jest także, że został otruty.